# Пяйві Мерілуото
Пяйві Мерілуото  (фін. Päivi Meriluoto-Aaltonen, 12 грудня 1952) — фінська лучниця, олімпійська медалістка.

## Виступи на Олімпіадах
| Олімпіада         | Дисципліна | Місце |
| ----------------- | ---------- | ----- |
| Москва 1980       | особисті   | 3     |
| Лос-Анджелес 1984 | особисті   | 5     |
| Сеул 1988         | особисті   | 20    |
| Сеул 1988         | командні   | 13    |